# Saint-Palais (Cher)
Saint-Palais é uma comuna francesa na região administrativa do Centro, no departamento de Cher. Estende-se por uma área de 26,12 km². Em 2010 a comuna tinha 634 habitantes (densidade: 24,3 hab./km²).